# Gmina Allkaj
Gmina Allkaj (alb. Komuna Allkaj) – gmina położona w środkowo-zachodniej części Albanii. Administracyjnie należy do okręgu Lushnja w obwodzie Fier. W 2011 roku populacja gminy wynosiła 4319 osób w tym 2118 kobiet oraz 2201 mężczyzn, z czego Albańczycy stanowili 80,39%  mieszkańców. 
W skład gminy wchodzi osiem miejscowości: Toshkëz, Zhelizhan, Allkaj, Delisufaj, Biçakaj i Vogël, Lifaj i Ri, Çukas i Ri, Mazhaj.